# Триградска седловина
Триградската седловина (на английски: Trigrad Gap) е седловина с височина 500 метра, разположена в хребета Делчев, планината Тангра на остров Ливингстън край бреговете на Антарктика. Седловината носи името на село Триград в Родопите.

## Местонахождение
Триградската седловина е свързана с връх Спартак на югозапад и с връх Яворов на североизток.
Централната точка на седловината има координати 62°38′07″ ю. ш. 59°54′59″ з. д. / 62.635278° ю. ш. 59.916389° з. д..

## Карти
- L.L. Ivanov et al. Antarctica: Livingston Island and Greenwich Island, South Shetland Islands. Scale 1:100000 topographic map. Sofia: Antarctic Place-names Commission of Bulgaria, 2005.
- L.L. Ivanov. Antarctica: Livingston Island and Greenwich, Robert, Snow and Smith Islands. Scale 1:120000 topographic map. Troyan: Manfred Wörner Foundation, 2009. ISBN 978-954-92032-6-4